# Hogs of War
Hogs of War(дословно «Свиньи войны») — стратегия с элементами пошагового управления, выпущенная 5 и 8 июня 2000 года на Sony PlayStation, и 3 ноября 2000 года на ПК. Название обыгрывает фразу «Псы войны» (англ. Dogs of war, впервые встречается в пьесе Шекспира «Юлий Цезарь»). В России издавалась компанией «Фаргус Мультимедия» как «Свиньи в бою».

## Сюжет
На архипелаге островов Состралия (Свинляндия) идёт война между шестью нациями за обладание «островом Грязи». На протяжении 25 миссий игроку придётся либо отбиваться из окружения от вражеских солдат либо идти в штурм, имея некоторое количество подопечных. Игроку будут даны на выбор различные солдаты-противники в лице свиней, стилизованных под французских (синих), немецких (серых), британских (зелёных), японских (жёлтых), американских (голубых) и советских (красных) солдат.

## Геймплей

Свиньи могут использовать различные предметы, такие как ракетный реактивный ранец.

Игра выполнена полностью в 3D, геймплей напоминает игры серии Worms, за что Hogs of War часто называли «Worms в 3D, только со свиньями». Тем не менее, геймплей Hogs of War достаточно сильно отличается от Worms благодаря возможности развития классов, отсутствию разрушаемого ландшафта, а также возможности использовать технику и здания.
В игре каждого солдата можно улучшать до определённого ранга по одной из ветвей развития, которая дает собственное уникальное оружие и способности. Существует четыре основных класса:
- артиллерист — специализируется на мощном оружии дальнего действия (базуки, миномёты и ракетные пусковые установки);
- инженер — специализируется на взрывчатке;
- шпион — использует снайперскую винтовку как основное оружие, может маскироваться под ящики или деревья становясь невидимым для противников, а также на мини-карте;
- медик — который может излечивать дружественных (и вражеских) воинов.

Независимо от своего класса любой солдат может поднять и использовать любое оружие, найденное на карте сражения.
Для PS1 европейской версии игры на сборнике «Game Guru The Best» есть сохранения за недоступный ранг «Ас». На консоли возможен режим до четырех игроков через PlayStation Multitap.

## Отзывы
| Сводный рейтинг    | Сводный рейтинг |
| Агрегатор          | Оценка          |
| ------------------ | --------------- |
| GameRankings       | 73,58 %         |
| Metacritic         | 62/100          |
| Иноязычные издания |                 |
| Издание            | Оценка          |
| AllGame            | [ 6 ]           |
| EGM                | 7/10            |
| Eurogamer          | 9/10            |
| GameRevolution     | C               |
| GameSpot           | 5,5/10          |
| IGN                | 7,4/10          |
| OPM                | [ 11 ]          |
| Play (UK)          | 90 %            |
| OPMUK              | 8/10            |

Hogs of War получил смешанные отзывы критиков на Metacritic. Hogs получила более благосклонные отзывы с 73,58 % на GameRankings.

## Hogs of War 2
13 февраля 2008 года, компания Infogrames анонсировала Hogs of War 2 для приставок Nintendo DS, Wii, PlayStation 2, а также и для ПК. Выход был запланирован на апрель 2009 года, но игру отменили из-за недостатка финансов. Во время разработки Infogrames переживала финансовые проблемы и была преобразована в Atari, SA.

### Комментарии
1. ↑  Based on 10 critic reviews[5]